# Dipsacus xinjiangensis
Dipsacus xinjiangensis là một loài thực vật có hoa trong họ Kim ngân. Loài này được Y.K.Yang, J.K.Wu & T.Abdulla mô tả khoa học đầu tiên năm 1991.